# 蘇斯瓦族
蘇斯瓦族（Secwépemc），是一支分布於加拿大英屬哥倫比亞的第一民族，其族國領土面積約145,000平方公里。
蘇斯瓦族傳統上以漁獵、貿易維生，其傳統語言蘇斯瓦語屬於薩利希語系，語言使用者約1600人。當前族人正與學界合作，努力復振蘇斯瓦的語言，文化與傳統。
除成立族國，蘇斯瓦族亦積極參與社運，成立政治、教育機構，如蘇斯瓦族國理事會、蘇斯瓦文化教育協會等。